# Helina unistriatoides
Helina unistriatoides este o specie de muște din genul Helina, familia Muscidae, descrisă de Fang și Xiaolong Cui în anul 1988. Conform Catalogue of Life specia Helina unistriatoides nu are subspecii cunoscute.